# Донаковски, Джерард
Джерард Донаковски (англ. Gerard Donakowski; род. 20 февраля 1960, Рочестер, Мичиган) — американский легкоатлет, специалист по бегу на длинные дистанции. Выступал на профессиональном уровне в 1980-х и 1990-х годах, обладатель серебряной медали Игр доброй воли в Москве, двукратный чемпион США в беге на 10 000 метров, победитель и призёр ряда крупных стартов на шоссе.

## Биография
Джерард Донаковски родился 20 февраля 1960 года в Рочестере, штат Мичиган.
Занимался бегом во время учёбы в Мичиганском университете, состоял в местной легкоатлетической команде «Мичиган Вулверинс», успешно выступал на различных студенческих соревнованиях по кроссу, в том числе трижды становился чемпионом Конференции Big Ten, был седьмым на чемпионате Национальной ассоциации студенческого спорта (NCAA), имел статус всеамериканского спортсмена.
В 1986 году в беге на 10 000 метров одержал победу на чемпионате США в Юджине. Попав в состав американской национальной сборной, выступил на впервые проводившихся Играх доброй воли в Москве, где в той же дисциплине получил серебро — уступил здесь только португальцу Домингушу Каштру.
В январе 1987 года с результатом 2:20:17 выиграл Charlotte Observer Marathon. Позднее на чемпионате США в Сан-Хосе защитил звание национального чемпиона на дистанции 10 000 метров. Был заявлен на чемпионат мира в Риме, но в итоге на старт не вышел.
На чемпионате США 1988 года в Тампе финишировал вторым позади Стива Тейлора. Пытался пройти отбор на летние Олимпийские игры в Сеуле, однако в финале национального олимпийского отборочного турнира пришёл к финишу лишь восьмым.
Впоследствии оставался действующим профессиональным спортсменом вплоть до 2000 года, регулярно принимал участие в различных коммерческих стартах на шоссе в США.
Его старший брат Билл Донаковски — так же успешный бегун-стайер, чемпион США в марафоне.